# Риза, Сельман
Сельман Риза (алб. Selman Riza; 1909—1988) — албанский лингвист и албанист, один из основателей Албанологического института Приштины, образованного в 1953 году.

## Ранние годы
Сельман Риза родился в Якове (Османская империя) 21 декабря 1909 года. В 1922 году он перебрался в Албанию, где учился в школе имени Наима Фрашери. По окончании учёбы там в 1925 году он был признан лучшим учеником школы и получил стипендию для обучения в Национальном лицее в Корче. Поскольку Риза окончил школу на три года раньше, чем это было принято, директор лицея Леон Перре предложил ему годовую стипендию от Министерства образования. В 1931 году Риза получил стипендию для обучения в Тулузском университете, в котором за три года сумел окончить два факультета: французского языка и литературы, а также юридический. Позднее он учился в Гейдельбергском университете, где окончил факультет немецкого языка. После возвращения в Албанию Риза стал работать на факультете Национального лицея Корчи.

## Политическая деятельность
В результате итальянского вторжения в Албанию по всей Албании прокатились волны протестов. Сельман Риза был арестован итальянскими властями во время одной из такой протестной акции в Корче, состоявшейся 28 ноября 1939 года, в Национальный день Албании. В документах оккупационной милиции он был охарактеризован как антиитальянский активист, распространявший антифашистские материалы среди своих учеников. В 1940 году Риза снова был арестован и отправлен в лагерь для интернированных на острове Санто-Стефано. В октябре 1941 года он освободился и перебрался в Дуррес, а в июле 1942 года — в Косово, где основал Ирредентистское антифашистское движение, представлявшее собой антинацистскую и антикоммунистическую организацию. Её манифест был опубликован в Тиране в декабре 1943 года. Сотрудничал с писательницей Мусиной Кокалари, основательницей Социал-демократической партии. В 1945 году вернулся в Тирану, но спустя день был арестован коммунистическими властями. Югославские власти потребовали выдать его им. Албанские власти сначала согласились сделать это, но позднее их решение было изменено после вмешательства министра юстиции Маноля Кономи. В 1948 году требование об экстрадиции было повторено, и Риза был отправлен в югославскую тюрьму. В 1951 году он был освобождён, так как сильно страдал от цинги.

## Поздние годы
После своего освобождения Риза стал вместе с Ильхами Нимани, Мехди Барди и Али Реджей соучредителем Албанологического института Приштины. В 1955 году он вернулся в Албанию, где работал в Институте языкознания и литературы в Тиране и на филологическом факультете Тиранского университета. В апреле 1967 года Риза снова предстал перед судом, в результате чего он лишился авторских и издательских прав. После перевода в Берат ему также запретили брать книги в библиотеке. Сельман Риза умер в 1988 году, а большинство его работ были опубликованы посмертно. В 2005 году президент Косово Ибрагим Ругова посмертно наградил его Золотой медалью Призренской лиги, а в 2009 году его преемник Фатмир Сейдиу удостоил его Золотой медали свободы.

## Работы
В 1944 году в Тиране был опубликован комментарии Сельмана Ризы к албанологическим исследованиям под названием Tri Monografina Albanologjike. К основным его исследовательским интересам относилось изучение вариантов албанского языка, использовавшихся в ранней албанской литературе, особенно в «Мешари» Гёна Бузуку. Его исследование 1952 года по сербско-хорватской грамматики 1952 года оценивается как работа по сравнительному анализу, хотя эта теория была сформулирована лишь пятью годами позже Робертом Ладо.